# Colias cocandica
Colias cocandica é uma borboleta da família Pieridae. É encontrada na Ásia Central.

## Subespécies
- C. c. cocandica Tajiquistão, Kirgizia
- C. c. hinducucica Verity, 1911 Afeganistão, Tajiquistão
- C. c. kunjerabi Verhulst, 1999 Paquistão
- C. c. maja Grum-Grshimailo, 1891 Tian-Shan
- C. c. nastoides Verity, 1911 Montes Alaisky
- C. c. pljushtchi Verhulst, 2000 Kirgizia, Cazaquistão